# Brent Miller (Badminton)
Brent Miller (* 15. September 1987) ist ein neuseeländischer Badmintonspieler. 

## Karriere
Brent Miller wurde bei den Auckland International 2009 Dritter im Herrendoppel mit Chew Jian Dee. Bei der Badminton-Ozeanienmeisterschaft 2010 gewann er im Doppel ebenso Bronze wie bei den Canterbury International 2010. 2012 belegte er Rang zwei bei den nationalen Titelkämpfen.

## Referenzen
- http://www.auckbad.co.nz/information.php?info_id=110

| Personendaten    | Personendaten                     |
| ---------------- | --------------------------------- |
| NAME             | Miller, Brent                     |
| KURZBESCHREIBUNG | neuseeländischer Badmintonspieler |
| GEBURTSDATUM     | 15. September 1987                |